# 13057 Jorgensen
13057 Jorgensen è un asteroide della fascia principale. Scoperto nel 1990, presenta un'orbita caratterizzata da un semiasse maggiore pari a 2,7363183 UA e da un'eccentricità di 0,1816588, inclinata di 8,32309° rispetto all'eclittica.
L'asteroide è dedicato all'astronomo amatoriale canadese Carl Jorgensen.